# Rodrigo Sebastián Alonso
Rodrigo Sebastián Alonso (Hurlingham, Argentina, 11 de febrero de 1982) es un futbolista argentino. Como jugador se desempeñó en defensa. Se desempeñó como director técnico de Almirante Brown de la Primera Nacional de Argentina, donde debutó su carrera como entrenador.

## Biografía
Debutó en el año 2003 en el club Huracán de Parque Patricios. 
Alonso fue un guerrero del ascenso argentino, pasando por clubes como Flandria, Fénix, Acassuso y Temperley. 
A su vez, Rodrigo Alonso fue un estandarte de la defensa de Almirante Brown. Fue capitán en aquel equipo que peleó en la temporada 2017/18 para no caer en la Primera C y estuvo en el plantel que logró el ascenso a la Primera Nacional.
A fines de 2022, con 40 años, se retiró como futbolista y asumió como manager del fútbol profesional en el equipo de Isidro Casanova. En 2024 debutó como director técnico de Almirante Brown, carrera en la que se recibió en el 2016, ante Colón de Santa Feen reemplazo de Luigi Villalba (quien duró sólo dos partidos como DT del aurinegro).
Alonso duró solamente diez fechas en Almirante Brown, luego de una pésima campaña donde el club de Isidro Casanova quedó último en la tabla de su zona. Siendo reemplazado por Daniel Bazán Vera.

## Clubes

### Como jugador
| Club                | País      | Año       |
| ------------------- | --------- | --------- |
| Huracán             | Argentina | 2003      |
| Flandria            | Argentina | 2004-2005 |
| Fénix               | Argentina | 2005-2006 |
| Acassuso            | Argentina | 2006-2011 |
| Deportes Concepción | Chile     | 2012      |
| Acassuso            | Argentina | 2012      |
| Temperley           | Argentina | 2014      |
| Tristán Suárez      | Argentina | 2015      |
| Atlanta             | Argentina | 2016-2017 |
| Almirante Brown     | Argentina | 2017-2022 |

### Como entrenador
| Club            | País      | Año   | PJ | PG | PE | PP | GF | GC | DG | EF%    |
| --------------- | --------- | ----- | -- | -- | -- | -- | -- | -- | -- | ------ |
| Almirante Brown | Argentina | 2024  | 10 | 1  | 5  | 4  | 6  | 10 | -4 | 26.67% |
| Total           | Total     | Total | 10 | 1  | 5  | 4  | 6  | 10 | -4 | 26.67% |

## Palmarés

### Campeonatos nacionales
| Título    | Club            | País      | Año    |
| --------- | --------------- | --------- | ------ |
| Primera C | Acassuso        | Argentina | 2006-A |
| Primera C | Acassuso        | Argentina | 2007-C |
| Primera B | Almirante Brown | Argentina | 2020   |